# Heterochroma viridipicta
Heterochroma viridipicta är en fjärilsart som beskrevs av William Schaus 1911. Heterochroma viridipicta ingår i släktet Heterochroma och familjen nattflyn. Inga underarter finns listade i Catalogue of Life.